# Bisdom Man

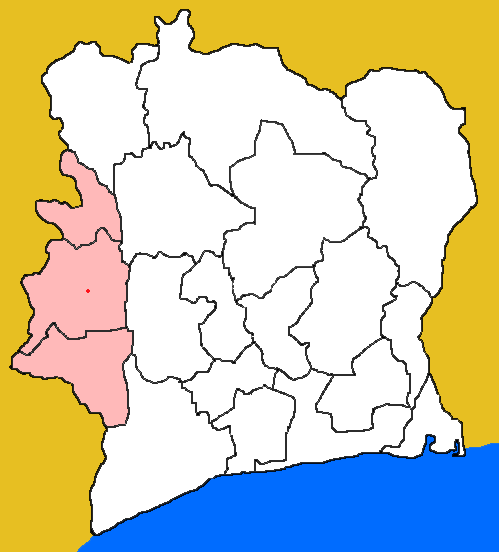
Het bisdom Man binnen Ivoorkust

Het bisdom Man (Latijn: Dioecesis Manensis) is een rooms-katholiek bisdom met als zetel Man in het westen van Ivoorkust. Het is een suffragaan bisdom van het aartsbisdom Gagnoa. Het bisdom werd opgericht in 1968.
De hoofdkerk is de Sint-Michielskathedraal (cathédrale Saint-Michel).
In 2019 telde het aartsbisdom 26 parochies. Het heeft een oppervlakte van 30.750 km² en telde in 2019 2.113.000 inwoners waarvan 5,8% rooms-katholiek was. 

## Bisschoppen
- Bernard Agré (1968-1992)
- Joseph Niangoran Teky (1992-2007)
- Gaspard Béby Gnéba (2007-)